# Ramón Martín Huerta

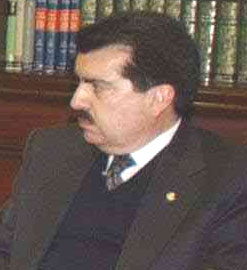
Ramón Martín Huerta

Ramón Martín Huerta (* 24. Januar 1957 in San Juan de los Lagos, Jalisco; † 21. September 2005) war ein mexikanischer Politiker. 

## Werdegang
Ramón Martín Huerta studierte Betriebswirtschaftslehre an der Universidad del Bajío. Von 1984 bis 1987 bekleidete er das Amt des Generaldirektors des Industrieverbandes von Guanajuato. In den 1980er Jahren trat er der konservativen Partei PAN bei und wurde ein aktives Mitglied. Von 1999 bis 2000 war er Gouverneur des Bundesstaates Guanajuato. Dort verhinderte er mit seinem Veto die Umsetzung einer Gesetzesreform, die Abtreibungen unterschiedslos kriminalisierte, z. B. auch Abtreibungen vergewaltigter Frauen, die mit Haftstrafen hätten rechnen müssen. Die geplante Reform hatte landesweit Proteste ausgelöst. Auch der am 2. Juli 2000 als PAN-Kandidat gewählte Präsident Vicente Fox und die Parteiführung auf Bundesebene sprachen sich gegen die Gesetzesinitiative aus, auch wenn Kritiker dabei weniger die Überzeugung als Imagegründe im Spiel sahen. 
Ab August 2004 bekleidete er das Amt des Secretario de Seguridad Pública, als Nachfolger von Alejandro Gertz Manero. Er galt als enger Vertrauter von Präsident Vicente Fox, der dieses Amt nach seinem Regierungsantritt geschaffen hatte, um eine bessere Zusammenarbeit der Policía Federal Preventiva mit den Sicherheitskräften der 31 Bundesstaaten zu ermöglichen. 
Am 21. September 2005 kam er bei einem Helikopterabsturz ca. 30 km außerhalb von Mexiko-Stadt ums Leben, bei dem auch acht weitere Personen zu Tode kamen. Unter ihnen befanden sich auch Tomas Valencia, der Chef der Policía Federal Preventiva, und José Antonio Bernal, ein Mitarbeiter der mexikanischen Menschenrechtskommission. Huerta hinterließ eine Frau und drei Kinder.